# دریاچه تانزاوا

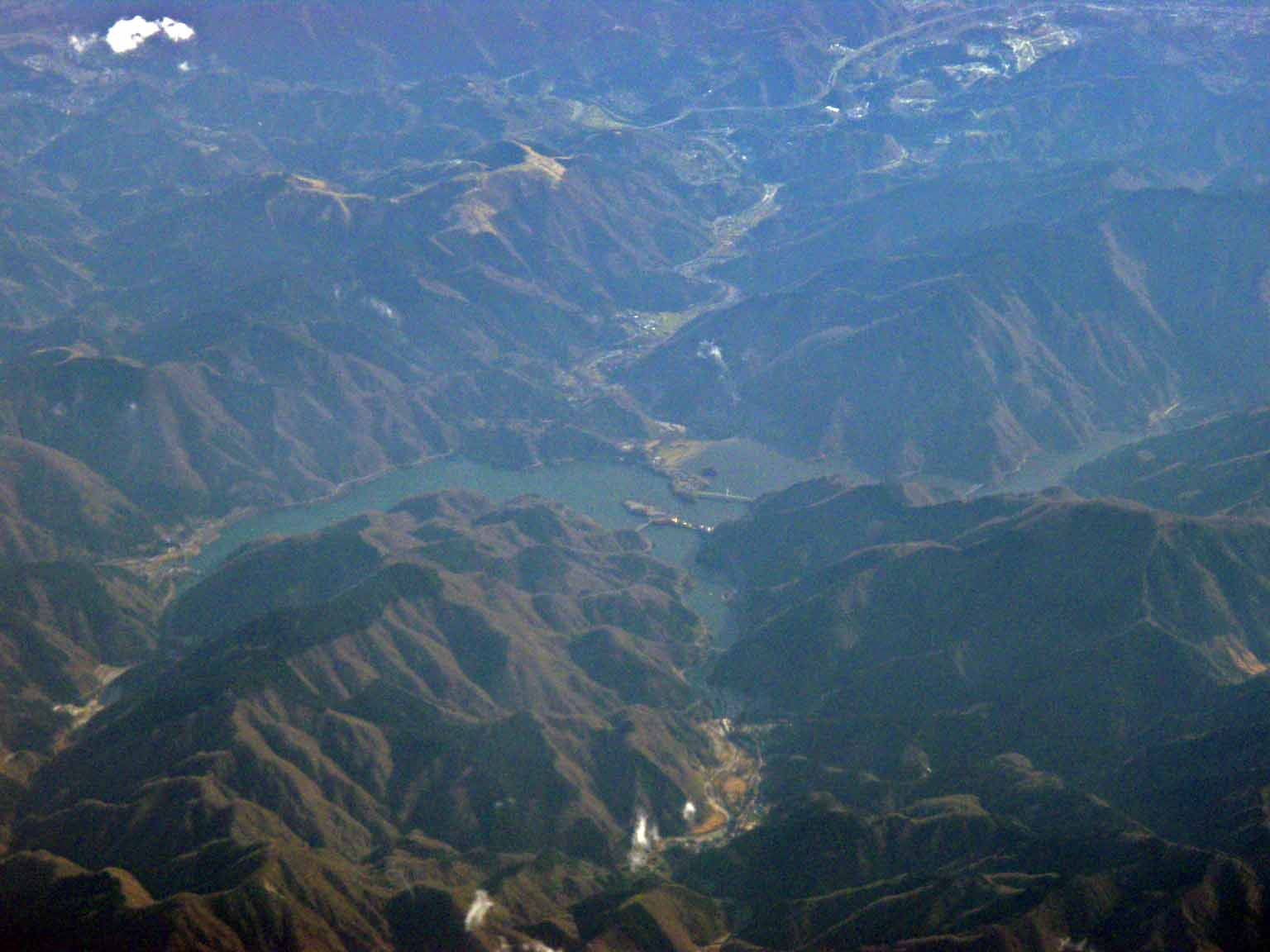
دریاچهٔ تانزاوا در استان کاناگاوا.

دریاچهٔ تانزاوا در قسمت غربی منطقه کوهستانی تانزاوا در استان کاناگاوای ژاپن واقع شده‌است. این دریاچهٔ مصنوعی در پی ایجاد سد میهو (三保ダム) به وجود آمده‌است. این سد در سال ۱۹۶۹ میلادی بر روی رودخانهٔ ساکاواگاوا (酒匂川) احداث شده‌است. ۵۷ پل بزرگ و کوچک از قسمت‌های مختلف این دریاچه می‌گذرد. مناظر زیبای اطراف این دریاچه جزء ۵۰ منظرهٔ برتر استان کاناگاوا برگزیده شده‌اند. ماهی قزل آلا از جمله ماهی‌هایی است که می‌توان در این دریاچه صید کرد. در اطراف دریاچه محل‌های کمپینگی بسیاری وجود دارند. در فصل تابستان در ماه آگوست آتش بازی بزرگ دریاچه تانزوا برگزار می‌شود و در پاییز گردهمایی دوی ماراتون دریاچهٔ تانزاوا معروف است. در نزدیک کریسمس اطراف دریاچه با بیشتر از صد هزار چراغ لئون تزئین بسته می‌شود.